# Guichainville
Guichainville là một xã thuộc tỉnh Eure trong vùng Normandie miền bắc nước Pháp.